# 3D-bril

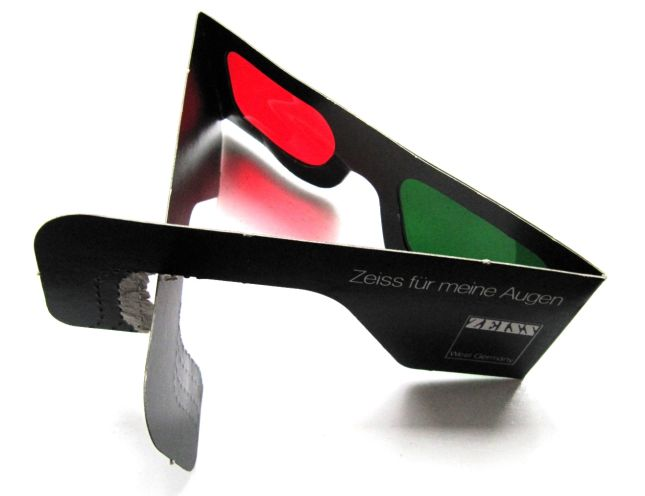
Een kartonnen 3D-bril

Een 3D-bril of stereobril is een bril waarmee een stereoscopische film of afbeelding driedimensionaal bekeken worden.
De werking van de verschillende systemen is dat het linker- en rechteroog verschillende beelden waarnemen. Dit kan op verschillende manieren bereikt worden.
Bij een stereoscopische voorstelling worden de brillen meestal aan het publiek uitgereikt en na de voorstelling teruggenomen.
Sommige goedkope brillen zijn van karton, betere brillen van kunststof. Eenvoudige kartonnen brillen hebben geen veren ("poten") en moeten dus met de hand vast worden gehouden. Er zijn kunststof brillen waarvan de veren niet (zoals bij elke normale bril) opgeklapt kunnen worden - hiermee hoopt men te verzekeren dat de bezoekers de bril niet meenemen.

## Systemen
- anaglyf, een bril met twee verschillend gekleurde glazen (links rood, rechts groen of cyaan)
- kamfilter, een verbetering van anaglyf, met een betere kleurweergave
- lineaire polarisatie (in V-vorm: links van linksboven naar rechtsonder, rechts andersom)
- circulaire polarisatie (duurder dan lineair, met het voordeel dat het hoofd straffeloos schuin kan worden gehouden)
- sluiterbril, meestal met lcd-schermpjes die actief gesloten en geopend worden (hierbij is in de bril een batterijtje nodig)